# Liste des sites et monuments classés de la wilaya d'El Tarf
Cet article présente une liste des sites et monuments classés de la wilaya d'El Tarf en Algérie.

## El Kala
| Id   | Identification du bien                              | Datation      | Commune | Coordonnées                      | Catégorie du classement                     | Mesures et date de protection | Date de publication au Journal Officiel | Illustration    |                       |
| ---- | --------------------------------------------------- | ------------- | ------- | -------------------------------- | ------------------------------------------- | --- | --------------------------------------- | --------------- | --------------------- |
| 36-1 | Église de El Kala                                   | Contemporaine | El Kala | 36° 53′ 51″ nord, 8° 26′ 40″ est | Classé                                      | Classé parmi les sites et monuments historiques en date du 10/09/1953, Conformément à l'article 62 de l'ordonnance N° 67-281 du 20/12/1967 | N° 07 du 23/01/1968                     |                 | Télécharger une image |
| 36-2 | Ruines du bastion de France entre El Kala et Annaba | Moderne       | El Kala | 36° 55′ 04″ nord, 8° 20′ 24″ est | Classé                                      | Classé parmi les sites et monuments historiques en date du 09/09/1930, Conformément à l'article 62 de l'ordonnance N° 67-281 du 20/12/1967 | N° 07 du 23/01/1968                     |                 | Télécharger une image |
| 36-5 | Dar El Hakem                                        | Contemporaine | El Kala | à géolocaliser                   | Inscription sur l'inventaire supplémentaire | Inscrit sur l'inventaire supplémentaire Arrêté signé par le wali N° 217 du 29 /01/2012                                                     | Arrêté non pub au journal officiel      | Image manquante | Télécharger une image |
| 36-6 | Fort Moulin                                         | Médiévale     | El Kala | à géolocaliser                   | Inscription sur l'inventaire supplémentaire | Inscrit sur l'inventaire supplémentaire Arrêté signé par le wali N° 218 du 29/01/2012                                                      | Arrêté non pub au journal officiel      |                 | Télécharger une image |

## Autres communes
| Id    | Identification du bien           | Datation        | Commune  | Coordonnées    | Catégorie du classement                     | Mesures et date de protection                                                           | Date de publication au Journal Officiel | Illustration    |                       |
| ----- | -------------------------------- | --------------- | -------- | -------------- | ------------------------------------------- | --------------------------------------------------------------------------------------- | --------------------------------------- | --------------- | --------------------- |
| 36-3  | Bordj Naam                       | Moderne         | Dréan    | à géolocaliser | Inscription sur l'inventaire supplémentaire | Inscrit sur l'inventaire supplémentaire Arrêté signé par le wali N° 1436 du 08 /07/2012 | Arrêté non pub au journal officiel      | Image manquante | Télécharger une image |
| 36-4  | Cap Seclap                       | Aucune datation | Souarekh | à géolocaliser | Inscription sur l'inventaire supplémentaire | Inscrit sur l'inventaire supplémentaire Arrêté signé par le wali N° 1437 du 08 /07/2012 | Arrêté non pub au journal officiel      | Image manquante | Télécharger une image |
| 36-7  | Ksar Fatma                       | Antique         | El Aioun | à géolocaliser | Inscription sur l'inventaire supplémentaire | Inscrit sur l'inventaire supplémentaire Arrêté signé par le wali N° 214 du 29 /01/2012  | Arrêté non pub au journal officiel      | Image manquante | Télécharger une image |
| 36-8  | Site archéologique Beni Saidane  | Aucune datation | Bougous  | à géolocaliser | Inscription sur l'inventaire supplémentaire | Inscrit sur l'inventaire supplémentaire Arrêté signé par le wali N° 1439 du 08 /07/2012 | Arrêté non pub au journal officiel      | Image manquante | Télécharger une image |
| 36-9  | Site Archéologique El Mouroudj   | Antique         | Bougous  | à géolocaliser | Inscription sur l'inventaire supplémentaire | Inscrit sur l'inventaire supplémentaire Arrêté signé par le wali N° 1440 du 08 /07/2012 | Arrêté non pub au journal officiel      | Image manquante | Télécharger une image |
| 36-10 | Site archéologique Ghar El Maize | Préhistorique   | Chefia   | à géolocaliser | Inscription sur l'inventaire supplémentaire | Inscrit sur l'inventaire supplémentaire Arrêté signé par le wali N° 215 du 29 /01/2012  | Arrêté non pub au journal officiel      | Image manquante | Télécharger une image |
| 36-11 | Site archéologique Hakoura       | Antique         | Chefia   | à géolocaliser | Inscription sur l'inventaire supplémentaire | Inscrit sur l'inventaire supplémentaire Arrêté signé par le wali N° 1438 du 08 /07/2012 | Arrêté non pub au journal officiel      | Image manquante | Télécharger une image |
| 36-12 | Site archéologique Ksir El Jaje  | Antique         | El Tarf  | à géolocaliser | Inscription sur l'inventaire supplémentaire | Inscrit sur l'inventaire supplémentaire Arrêté signé par le wali N° 216 du 29 /01/2012  | Arrêté non pub au journal officiel      | Image manquante | Télécharger une image |
| 36-13 | Zaouïa Dandane                   | Moderne         | Besbés   | à géolocaliser | Inscription sur l'inventaire supplémentaire | Inscrit sur l'inventaire supplémentaire Arrêté signé par le wali N° 219 du 29 /01/2012  | Arrêté non pub au journal officiel      | Image manquante | Télécharger une image |